# Vid Flumina
Il Vid Flumina è un bacino fluviale che si estende per centinaia di kilometri sulla superficie di Titano e sfocia nel Ligeia Mare. Il liquido di cui è composto è una mistura di idrocarburi liquidi che si trova in canyon profondi centinaia di metri.

## Scoperta
Nel dicembre del 2012, Jani Radebaugh, uno scienziato del team della sonda Cassini, assieme a vari colleghi internazionali, annunciò la scoperta di un fiume di metano liquido che assomiglia al Nilo, analizzando le immagini riprese dalla sonda il 26 settembre 2012.